# Самтредський муніципалітет
Самтредський муніципалітет (груз. სამტრედიის მუნიციპალიტეტი  samt’rediis municipʼalitʼetʼi) — муніципалітет у Грузії, входить до складу краю Імеретія. Розташований на заході Грузії, на території історичної області Імеретія. Адміністративний центр — Самтредіа.

## Населення
Населення муніципалітету станом на 2014 рік становить 48562 чоловік.

## Адміністративний поділ
Територія муніципалітету поділена на 15 сакребуло:
- 1 міське (kalakis) сакребуло;
- 1 селищних (dabis) сакребуло;
- 8 громадських (temis) сакребуло;
- 5 сільських (soplis) сакребуло.

## Список населених пунктів
До складу муніципалітету входить 50 населений пункт, в тому числі 1 місто.
- Самтредіа (груз. სამტრედია)
- Ахалсопелі (груз. ახალსოფელი)
- Бугнара (груз. ბუღნარა)
- Вазісубані (груз. ვაზისუბანი)
- Ганірі (груз. ღანირი)
- Гвімрала (груз. გვიმრალა)
- Гомнатехебі (груз. გომნატეხები)
- Гоммухакруа (груз. გომმუხაყრუა)
- Гормагалі (груз. გორმაღალი)
- Дабла Гомі (груз. დაბლა გომი)
- Дапнарі (груз. დაფნარი)
- Джиктубані (груз. ჯიქთუბანი)
- Діді Опеті (груз. დიდი ოფეთი)
- Добіро (груз. დობირო)
- Зеда-Баші (груз. ზედა ბაში)
- Зеда Ецері (груз. ზედა ეწერი)
- Земо Абаша (груз. ზემო აბაშა)
- Іанеті (груз. იანეთი)
- Ілорі (груз. ილორი)
- Квакуде (груз. ქვაყუდე)
- Кведа-Баші (груз. ქვედა ბაში)
- Кведа Ецері (груз. ქვედა ეწერი)
- Квемо Абаша (груз. ქვემო აბაშა)
- Квіріке (груз. კვირიკე)
- Кулаші (груз. კულაში)
- Мелаурі (груз. მელაური)
- Меоре-Ецербаші (груз. მეორე ეწერბაში)
- Міцабогіра (груз. მიწაბოგირა)
- Мтерчвеулі (груз. მტერჩვეული)
- Мтісдзірі (груз. მთისძირი)
- Набакеві (груз. ნაბაკევი)
- Націлопеті (груз. ნაწილოფეთი)
- Начхетаурі (груз. ნაჩხეტაური)
- Нігорзгва (груз. ნიგორზღვა)
- Ніношвілі (груз. ნინოშვილი)
- Нінуакутхе (груз. ნინუაკუთხე)
- Нога (груз. ნოღა)
- Очопа (груз. ოჭოფა)
- Патара Опеті (груз. პატარა ოფეთი)
- Патара Ецері (груз. პატარა ეწერი)
- Пірвелі-Ецербаші (груз. პირველი ეწერბაში)
- Саджавахо (груз. საჯავახო)
- Толебі (груз. ტოლები)
- Хібларі (груз. ხიბლარი)
- Хунджулаурі (груз. ხუნჯულაური)
- Ціагубані (груз. წიაღუბანი)
- Чагані (груз. ჭაგანი)
- Чогнарі (груз. ჭოგნარი)
- Чхеніші (груз. ჩხენიში)
- Шуа-Баші (груз. შუა ბაში)